# Діаманти з неба
«Діаманти з неба» (англ. The Diamond from the Sky) — американський пригодницький серіал режисера Жака Жаккарда 1915 року.

## Сюжет
Цей серіал розповідає історію спадкоємця алмазної копальні сім'ї Стенлі.

## У ролях
- Лотті Пікфорд — Естер Стенлі, циганка
- Ірвінг Каммінгс — Артур Стенлі II
- Вільям Расселл — Блейр Стенлі
- Шарлотта Бертон — Вівіан Марстон
- Євгенія Форде — Агар Гардінг
- Джордж Періолет — Люк Ловелл
- Оррал Гамфрі — Мармадюк Смайт
- Вільям Тедмарш — горбань
- Джек Гоксі — Метт Хардіген